# Pronto Topolino?
Pronto Topolino? è stato un programma televisivo in 5 puntate del sabato sera di Rai 1 diretto da Gianni Boncompagni e condotto da Enrica Bonaccorti andato in onda nella primavera del 1987.
Versione in prima serata di Pronto, chi gioca?, la trasmissione era abbinata alla messa in onda di un celebre film della Disney.
Il cast, per l'occasione e per rendere il loro aspetto più vicino all'atmosfera disneyana, fu vestito come alcuni personaggi celebri. La Bonaccorti ebbe il ruolo di Mary Poppins mentre Giancarlo Magalli quello del Grillo Parlante. Un'altra protagonista della trasmissione fu Heather Parisi, che in ogni puntata eseguiva una coreografia ispirata al film trasmesso.
La sigla della trasmissione era una canzone tradizionale per bambini intitolata Topolino Topoletto e cantata da Bruno Lauzi.